# Paul Berg
Paul Berg (ur. 30 czerwca 1926 w Nowym Jorku, zm. 15 lutego 2023 w Stanford) – amerykański biochemik, laureat Nagrody Nobla.
Wychowywał się na Brooklynie, uczęszczał tam do Abraham Lincoln High School, którą ukończył w 1943 roku, po czym rozpoczął studia na Pennsylvania State University. Studia przerwała II wojna światowa, w latach 1943–1946 Berg służył w United States Navy. Ukończył studia biochemiczne w 1948 roku, stopień doktora uzyskał w 1952 roku na Case Western Reserve University. Po stażu podoktorskim w Instytucie Cytofizjologii w Kopenhadze, rozpoczął pracę w Washington University School of Medicine, gdzie współpracował z Arthurem Kornbergiem. W 1955 objął tam stanowisko profesora mikrobiologii (assistant professor). W 1959 roku przeniósł się na Stanford University, gdzie pracował jako profesor biochemii.
W 1980 otrzymał, wraz z Walterem Gilbertem i Frederickiem Sangerem, Nagrodę Nobla w dziedzinie chemii za badania biochemii kwasów nukleinowych, zwłaszcza techniki rekombinacyjne.

## Źródła
- Informacja w serwisie Nobelprize.org
- Paul Berg w science.howstuffworks.com